# هتل دل‌شکستگی (ترانه ویتنی هیوستون)
«هتل دل‌شکستگی» تک‌آهنگی از ویتنی هیوستون، ، است که در ۱۵ دسامبر ۱۹۹۸ (US) منتشر شد.
این تک‌آهنگ در چارت‌های ، در رتبه اول و در چارت‌های فرانسه، جزو ده ترانه اول قرار گرفت.